# أوين وليامز
أوين وليامز (بالإنجليزية: Owen Williams)‏ (23 سبتمبر 1896 المملكة المتحدة - 1 يناير 1960) هو لاعب كرة قدم بريطاني سابق كان يلعب كمهاجم.